# Bocus excelsus
Espèce
Synonymes
- Bocus flavus Simon, 1900

Bocus excelsus est une espèce d'araignées aranéomorphes de la famille des Salticidae.

## Distribution
Cette espèce est endémique de Luçon aux Philippines,.

## Description
Le mâle holotype mesure 8 mm. Les mâles mesurent de 5,4 à 9,6 mm et la femelle 5,6 mm.

## Publication originale
- Peckham & Peckham, 1892 : Ant-like spiders of the family Attidae. Occasional Papers of the Natural History Society of Wisconsin, vol. 2, no 1, p. 1-84 (texte intégral).